# Ряки
Ряки или Моранли (на гръцки: Ρυάκι, катаревуса Ρυάκιον, Рякион, до 1928 година Μορανλή, Моранли) е село в Гърция, в дем Кожани, област Западна Македония.

## География
Ряки е разположено на 760 m надморска височина, в котловината Саръгьол, в югозападните склонове на Каракамен.

## История

### Античност
Църквата „Св. св. Константин и Елена“ в селото е построена на мястото на раннохристиянска базилика от IV – V век.

### В Османската империя
В края на XIX век Моранли е турско село в Кожанска каза на Османската империя. Според статистиката на Васил Кънчов („Македония. Етнография и статистика“) през 1900 година в Емиръ Ханли, Кожанска каза, има 568 турци.
На Етнографската карта на Битолския вилает на Картографския институт в София от 1901 година Емилханли е чисто турско село в Кожанската каза на Серфидженския санджак със 70 къщи.
Според статистика на Серфидженския санджак на гръцкото консулство в Еласона от 1904 година в Емирханли (Εμιρχανλή), Кожанска каза, живеят 375 турци.

### В Гърция
През Балканската война в 1912 година в селото влизат гръцки части и след Междусъюзническата в 1913 година остава в Гърция. В 1913 година селото има 769 жители. През 20-те години населението му се изселва в Турция и на негово място са настанени туркофони гърци бежанци от Турция. В 1928 година селото е изцяло бежанско със 117 семейства и 433 жители бежанци.
През 1927 името на селото е сменено на Ряки.
Населението традиционно произвежда жито, картофи и други земеделски продукти, като се занимава и със скотовъдство.
| Име      | Име       | Ново име | Ново име | Описание                           |
| -------- | --------- | -------- | -------- | ---------------------------------- |
| Румеслер | Ρουμεσλέρ | Пиги     | Πηγή     | местност в Каракамен на СИ от Ряки |

| Година    | 1913 | 1920 | 1928 | 1940 | 1951 | 1961 | 1971 | 1981 | 1991 | 2001 | 2011 | 2021 |
| --------- | ---- | ---- | ---- | ---- | ---- | ---- | ---- | ---- | ---- | ---- | ---- | ---- |
| Население | 435  | 470  | 117  | 584  | 473  | 462  | 334  | 281  | 389  | 229  | 285  | 183  |